# Al Khaleej FC
Al Khaleej Football Club (arabsky: نادي الخليج بسيهات) je saúdskoarabský fotbalový klub z města Saihat, který byl založen roku 1945. Klub hraje nejvyšší saúdskou ligu Saudi Pro League. Své domácí zápasy hraje na Al-Khaleej Club Stadium s kapacitou 8 000 míst.